# Reichskommissar für Überwachung der öffentlichen Ordnung
Der Reichskommissar für Überwachung der öffentlichen Ordnung, im behördlichen Schriftverkehr auch als Reichskommissar für öffentliche Ordnung (RKO) bezeichnet, war eine dem deutschen Reichsministerium des Innern unterstellte Behörde und existierte vom Frühjahr 1920 bis zu ihrer Auflösung am 1. Juli 1929. Der RKO war mit der Beobachtung links- und rechtsextremer politischer Bewegungen beauftragt und war indirekt ein Vorläufer des Geheimen Staatspolizeiamts (Gestapo) beziehungsweise des Bundesamts für Verfassungsschutz. Es war die erste zentrale deutsche Polizeibehörde zur Erfassung politischer Bewegungen. Sie besaß keine exekutiven Befugnisse, sondern war auf die Nachrichtenerfassung aus den Ländern und deren Nachrichtenstellen beschränkt. Die vom RKO regelmäßig erfassten Lageberichte an die Reichsregierung, verschiedene Reichsbehörden und die Länderregierungen, wurden 1979 vom Bundesarchiv Koblenz auf 399 Microfiches ediert. Sie sind eine wichtige Quelle zur politischen, sozialen und kulturellen Geschichte der Weimarer Republik, aber auch zur Geschichte der KPD, der NSDAP sowie links- und rechtsextremistischer Splittergruppen sowie zur Tätigkeit ausländischer Geheimdienste in Deutschland.

## Vorgeschichte. Staatsschutz im Deutschen Reich 1871–1918
Die erste richtiggehende politische Polizei Europas zur Überwachung der so genannten inneren Ordnung war die Haute Police des französischen Königs Ludwig XIV. Sie überstand auch die Wirren der Französischen Revolution und wurde unter Eugène François Vidocq als Sûreté so einflussreich wie nie zuvor. Die Sûreté wurde zum Vorbild für zahlreiche Geheimdienste in Europa; ihr besonderes Merkmal war die umfangreiche Verwendung von Spitzeln oder des Lockspitzels, dem so genannten agent provocateur.
Im Gebiet des späteren deutschen Reiches gab es etwa mit der Mainzer Zentraluntersuchungskommission im frühen 19. Jahrhundert erste ähnliche Ansätze. Verstärkt bildeten sich in den einzelnen Staaten in der Reaktionsära nach der Revolution von 1848 Geheimpolizeien heraus. Für die spätere Entwicklung auf Reichsebene war die Preußische Geheimpolizei am bedeutendsten, die im Berliner Polizeipräsidium von 1848 eine politische Abteilung besaß.
Zwei Attentate auf Kaiser Wilhelm I. im Jahr 1878 bewirkten auch im Deutschen Reich die Bestrebungen, eine effektive politische Polizei aufzubauen, die vor allem auf die Bekämpfung oder Überwachung der Sozialdemokratie hinzielte. Die Preußische Geheimpolizei bestand in dieser Phase hauptsächlich aus der Zentralstelle zur Bekämpfung der Sozialdemokratie, die der Politischen Abteilung des Berliner Polizeipräsidiums angegliedert war. 1899 wurde dort ebenfalls die Zentralstelle zur Bekämpfung der anarchistischen Bewegung eingerichtet. Die Zentralstellen berichteten ständig an preußische und nichtpreußische Zivilverwaltungen sowie die kommandierenden Generale als oberste regionale Militärbehörden. 1907 wurde ebenfalls beim Berliner Polizeipräsidium die Staatspolizeistelle zur Abwehr von Landesverrat eingerichtet, die im Ersten Weltkrieg stark expandierte.
Zwar besaßen größere deutsche Bundesstaaten durchaus ähnliche Sonderabteilungen wie die preußische Polizei, doch war hier noch keine Trennung der Beobachtung von politischen und kriminellen Delikten erfolgt. Mittlere oder kleine Bundesstaaten wie beispielsweise das Großherzogtum Oldenburg verfügten nicht über Sonderabteilungen, oftmals nicht einmal über staatliche Kriminalpolizeien. Seit ihrer Gründung 1907 durfte aber die preußische Staatspolizeistelle aufgrund eines Staatsvertrags auch in Oldenburg tätig werden. Die Novemberrevolution 1918 führte nur kurzfristig zur Auflösung der Politischen Polizei. Auch die Sozialdemokratie, bislang Objekt der staatlichen Überwachung, erkannte schnell selbst die Zweckmäßigkeit eines politischen Polizeiapparats. Bereits Anfang 1919 wurde die politische Polizei wieder begründet und als Abteilung I A des Berliner Polizeipräsidiums eingerichtet.
Das politische und soziale Chaos im so genannten deutschen Nachkrieg wirkten sich auch auf die politischen Geheimdienste in Deutschland aus. 1919 sollen allein gut 60 „militärische oder militärisch aufgezogene“ Agenturen bestanden haben. Sie wurden Ende des Jahres aufgelöst oder umgewandelt und arbeiteten für private Arbeitgeber weiter. Die wichtigste dieser Organisationen war Deutsche Nachrichtenzentrale, die auch die Tarnbezeichnung Deutsche Ostmarkenhilfe trug. Leiter war der Privatdetektiv Gustav Gerhardt. Zeitweise scheint sie dem Reichswehrministerium unterstellt gewesen zu sein, arbeitete aber auch für die Sicherheitspolizei. Sie wurde später in ein reines Detektivbüro umgewandelt und war 1927 noch nachweisbar. 
Am 21. Juli 1919 wurde im Preußischen Staatsministerium das Staatskommissariat für die Überwachung der öffentlichen Ordnung eingerichtet, das am 9. Dezember 1919 in Staatskommissar für öffentliche Ordnung umbenannt wurde. Es war direkt dem Preußischen Ministerpräsidenten und dem Minister des Innern unterstellt.

## Aufgaben und Kompetenzen des Preußischen Staatskommissars
Dem Staatskommissar oblag die Nachrichtengewinnung von Gegnern der Reichsverfassung im gesamten Staatsgebiet. Dazu bediente er sich der Meldestellen der preußischen Oberpräsidien, aber auch von Polizeibehörden anderer Bundesstaaten sowie dem Ausland und privater Quellen. Bis 1923 betrieb er auch den Sicherheitsdienst für den Reichspräsidenten, den Reichskanzler und einzelne Reichsminister.
Der Kapp-Putsch vom März 1920 führte zu einem Einschnitt in der Behörde. Der erste Staatskommissar, Herbert Ritter und Edler Herr von Berger, wurde wegen angeblicher politischer Unzuverlässigkeit abgelöst und durch den früheren Ersten Staatsanwalt Robert Weismann ersetzt. Weismann besaß zwar enge persönliche Beziehungen zum preußischen Ministerpräsidenten Otto Braun (SPD), war aber wegen Korruptionsvorwürfen nicht unumstritten.
Das Staatskommissariat wurde zum 1. Oktober 1923 aufgelöst; offenbar auf Betreiben des preußischen Minister des Innern, Carl Severing, der vermutlich mit dieser Maßnahme die von ihm aufgebaute preußische Polizei stärken wollte. Die Aufgaben des Staatskommissars übernahm nun die Abteilung I A des Berliner Polizeipräsidiums.
Unabhängig davon wurden im Reich bis etwa 1925 16 Nachrichtenstellen als quasi politische Polizeien eingerichtet. Als besonders effektiv galten die Dienste in den Ländern Bremen und Württemberg. Die mittleren und kleineren Staaten verfügten naturgemäß nicht über Fachpersonal mit einer nachrichtendienstlichen Ausbildung, außerdem waren sie auch finanziell nicht in der Lage, ein größeres Netz von Informanten („Spitzeln“) zu unterhalten.

## Der Reichskommissar. Anfängliche Konkurrenz zum Preußischen Staatskommissar
1919 gab es zwei Optionen für einen zukünftigen zentralen deutschen Nachrichtendienst. Der preußische Staatskommissar (PrStKom) war personell und technisch möglicherweise in der Lage, seine Tätigkeit auf das ganze Reichsgebiet auszudehnen, doch war das Misstrauen in den meisten Bundesstaaten Preußen gegenüber zu groß. Daher plante die Reichsregierung bereits 1919/20 die Einrichtung einer zentralen Nachrichtenstelle als Teil eines bereits im Kaiserreich geplanten Reichskriminalamts. Dieses so genannte Reichsinformationsamt sollte praktisch die Nachrichtenstellen der Länder ersetzen, jedoch wurde diese Oberbehörde sowohl aus politischen als auch finanziellen Gründen in der Weimarer Republik nie realisiert.
Aufgrund der Vorgänge um den preußischen Staatskommissar von Berger während des Kapp-Putsches entschied sich die Reichsregierung zur Gründung einer eigenen Behörde. Am 28. April 1920 wurden dafür die haushaltstechnischen Grundlagen geschaffen. Erster Reichskommissar für öffentliche Ordnung (RKO) wurde der am 18. April 1872 in Eppingen/Großherzogtum Baden geborene ehemalige Staatsanwalt und nunmehrige Oberst und Kommandeur des badischen Gendarmerie-Korps, Hermann Emil Kuenzer. Er war Mitglied der Deutschen Demokratischen Partei (DDP), einem liberal-konservativen Vorläufer der heutigen FDP. Die Behörde war Reichsministerium des Innern angegliedert. Organisatorisch war der RKO dem Polizeipräsidenten von Berlin unterstellt, stellte aber erstmals eine zentrale Polizeibehörde des Reiches dar, wenn auch ohne eigene Exekutivorgane.
Kuenzer, der nur über einen kleinen Personalbestand von gut 20 Beamten verfügte, wurde von Anfang an mit diversen Kompetenzstreitigkeiten zwischen Reichs- und Landesbehörden konfrontiert. Das Auswärtige Amt als zentrale Behörde für die Nachrichtengewinnung im Ausland war im Datentransfer äußerst zurückhaltend; möglicherweise aus Angst vor dem Abfluss hochsensibler Daten an im Umgang mit Geheimdienstmaterial wenig geübte Polizeibehörden gerade der kleineren Länder. Der Preußische Staatskommissar sah im RKO eine institutionelle Konkurrenz. In Bayern, wo eine extrem konservative beziehungsweise rechtsgerichtete Politik betrieben wurde, bestand keinerlei Interesse an einer Überwachung durch eine Reichsbehörde. Die Verbindungen zu den Nachrichtenstellen der übrigen Bundesstaaten waren relativ gut, vor allem zu Bremen und Württemberg. Massive Kritik an Kuenzer übte der Chef der Abteilung I A in Berlin, Bernhard Weiß. Er warf ihm offen vor, sich agents provocateurs zu bedienen und dadurch in einem Fall das Leben des Reichswehrchefs, General Hans von Seeckt, gefährdet zu haben.
Trotz dieser Kompetenzstreitigkeiten baute Kuenzer seine Institution aus. Auf Nachrichtenkonferenzen mit den anderen Nachrichtenstellen im Reich wurden Erfahrungen ausgetauscht und die Zusammenarbeit intensiviert.

## Die Lageberichte
Ab dem 3. August 1920 verfasste der RKO anfänglich wöchentlich, später (1928) nur noch dreimal jährlich, Lageberichte. Objekt der Berichterstattung war bei der so genannten Linksbewegung eindeutig die KPD. Die Rechtsbewegung war hingegen bis 1927/28 stark zersplittert; erst allmählich kristallisierte sich die NSDAP als führende Partei heraus, die vor allem in Norddeutschland noch längere Zeit mit der Deutschvölkischen Freiheitspartei (DVFP) konkurrierte. Vor allem die KPD machte dem RKO den Vorwurf politischer Einseitigkeit zugunsten des rechten Lagers; ein Vorwurf, den Ernst Ritter 1979 nicht gelten ließ:
„Zweifellos war Kuenzer in Art, Umfang und bis zu einem gewissen Grade auch in der Wertung der gebotenen Nachrichten von seinen Informanten abhängig, die mehrheitlich gewiß nicht der politischen Linken zuzurechnen waren, und selber eindeutig rechtsliberal eingestellt. Insgesamt bemühte er sich aber doch um ein ausgewogenes, zurückhaltendes, strikt an den Werten der Weimarer Verfassung orientiertes Urteil und ließ sich von keinem anderen Interesse leiten als dem, alle Versuche jedweder Couleur zu politischer Gewalttätigkeit und der Bedrohung von öffentlicher Sicherheit und Ordnung früzeitig aufzudecken und damit zu verhindern. Sicher war er in den 20er Jahren der in Deutschland in dieser Hinsicht bestinformierte Mann, und es gibt keinen Anhaltspunkt dafür, daß er sein Wissen mißbraucht hat.“

## Die Abwicklung des RKO. Der Verbleib der Akten. Forschungsstand
Offenbar aus einem Konkurrenzdenken, das schon fünf Jahre zuvor zur Abschaffung des Preußischen Staatskommissars geführt hatte, betrieb der nunmehrige Reichsminister des Innern, Severing, 1928 die Abschaffung des RKO, die auch zum 1. Juli 1929 erfolgte. Severing hielt das politische System der Weimarer Republik zehn Jahre nach der Ausrufung der Republik für gefestigt genug und eine Institution wie den RKO für überflüssig. Praktisch widerstandslos wurde der RKO abgewickelt, wobei Severing ein günstiger Anlass zu Hilfe kam. Kuenzer hatte jahrelang Kontakte zu dem russischen Emigranten Orloff unterhalten, der einen eigenen Nachrichtendienst betrieben hatte und nun als Schwindler entlarvt worden war.
Die Abwicklung des RKO erfolgte gut drei Monate vor Ausbruch der Weltwirtschaftskrise im September 1929, die erst den rasanten Aufstieg der NSDAP und die so genannte Machtergreifung 1933 ermöglichte. Nach Ritter war die als Nachfolgerin des RKO gegründete Nachrichtensammelstelle im Reichsministerium des Innern keine echte Alternative zum RKO; sowohl aufgrund mangelnden Personals als auch dem Umstand, dass kaum noch informelle Quellen beispielsweise von V-Leuten ausgewertet wurden. Ab 1930 fehlen der Forschung behördengeschichtlich auswertbare Quellen. Jedoch gilt als gesichert, dass die Länder weiterhin an einer Zusammenarbeit mit einer koordinierenden Reichsinstitution interessiert waren, da dies die einzige Möglichkeit war, auf regionaler Ebene Informationen über die radikalen politischen Lager aus dem gesamten Reichsgebiet zu erhalten.
Obwohl ein Teil der Akten des RKO in nationalsozialistischen Nachfolgeorganisationen wie dem Geheimen Staatspolizeiamt oder dem Reichssicherheitshauptamt verblieb und dadurch nach dem Zweiten Weltkrieg zeitweise in den Besitz der amerikanischen und sowjetischen Besatzungsmacht gelangten, waren offenbar schon in den 1930er Jahren gut 1280 Aktenbände im Reichsarchiv in Potsdam abgegeben worden. Sie überstanden offenbar relativ unbeschädigt den schweren Bombenangriff auf Potsdam im April 1945, bei dem große Teile der Bestände des Reichsarchivs vernichtet wurden. Die erhaltenen Akten wurden nun im Zentralen Staatsarchiv der DDR in Potsdam archiviert. Nach 1990 wurden sie mit den im Bundesarchiv Koblenz erhaltenen Akten des RKO im Bundesarchiv Berlin zusammengeführt (neue Signatur BA-R 1507). Es handelt sich um 1400 Akteneinheiten in 34 laufenden Regalmetern. Weitere 1382 Akteneinheiten liegen als Fond 772 im sogenannten Sonderarchiv Moskau.
1979 wurden die Lageberichte, zum Teil ergänzt durch Kopien aus dem Staatsarchiv Bremen, dem Niedersächsischen Staatsarchiv Oldenburg, den Hauptstaatsarchiven München und Stuttgart sowie dem Staatsarchiv Nürnberg, vom Bundesarchiv Koblenz auf 399 Microfiches ediert und mit einer einführenden Einleitung und einem Sach- und Personenregister versehen. Das Staatsarchiv Bremen verfügt als einziges Archiv in Deutschland weiterhin über den einzig vollständig Bestand der Lageberichte im Original. Ab Lagebericht Nr. 92 sind diese von den Herausgebern mit einem Inhaltsverzeichnis versehen.